# USS Mullinnix (DD-944)
USS Mullinnix (DD-944) là một tàu khu trục lớp Forrest Sherman từng hoạt động cùng Hải quân Hoa Kỳ trong giai đoạn Chiến tranh Lạnh. Nó là chiếc tàu chiến duy nhất của Hải quân Hoa Kỳ được đặt cái tên này, theo tên Chuẩn đô đốc Henry M. Mullinnix (1892-1943), Tư lệnh Đội tàu sân bay 24, đã mất tích trong chiến đấu khi soái hạm Liscome Bay (CVE-56) của ông bị ngư lôi phóng từ tàu ngầm Nhật I-175 đánh chìm ngoài khơi đảo Makin thuộc quần đảo Gilbert vào ngày 24 tháng 11, 1943. Nó đã phục vụ tại các khu vực Đại Tây Dương và Thái Bình Dương, từng tham gia cuộc Chiến tranh Việt Nam, cho đến khi xuất biên chế vào năm 1983. Con tàu cuối cùng bị đánh chìm như một mục tiêu vào năm 1992.

## Thiết kế và chế tạo
Khi đưa vào hoạt động, lớp Forrest Sherman là những tàu khu trục Hoa Kỳ lớn nhất từng được chế tạo, dài 418 foot (127 m) và trọng lượng choán nước tiêu chuẩn 2.800 tấn (2.800 tấn Anh). Nguyên được thiết kế theo dự án SCB 85, chúng được trang bị ba pháo 5 inch (127 mm)/54 caliber trên ba tháp pháo đơn (một phía mũi, hai phía đuôi tàu), bốn pháo phòng không 3 inch (76 mm)/50 caliber trên hai tháp pháo đôi, cùng súng cối Hedgehog và ngư lôi chống ngầm.
Mullinnix được đặt lườn tại Xưởng tàu Fore River của hãng Bethlehem Steel Corporation ở Quincy, Massachusetts vào ngày 5 tháng 4, 1956. Nó được hạ thủy vào ngày 18 tháng 3, 1957, được đỡ đầu bởi bà Kathryn F. Mullinnix, và nhập biên chế cùng Hải quân Hoa Kỳ vào ngày 26 tháng 2, 1958 dưới quyền chỉ huy của Hạm trưởng, Trung tá Hải quân Clyde Bertram Anderson.

## Lịch sử hoạt động
Sau khi hoàn tất việc chạy thử máy huấn luyện ngoài khơi vịnh Guantánamo, Cuba, Mullinnix đã hộ tống cho tàu sân bay Ranger (CV-61) trong chuyến đi sang Rio de Janeiro, Brazil, rồi quay trở về Boston, Massachusetts vào tháng 9, 1958. Nó lại có thêm chuyến đi thứ hai đến khu vực Nam Mỹ, rồi lên đường vào ngày 7 tháng 8, 1959 để phục vụ cùng Đệ Lục hạm đội tại vùng biển Địa Trung Hải. Trong hai năm tiếp theo nó tham gia các cuộc tập trận trong khuôn khổ Khối NATO tại vùng biển Bắc Đại Tây Dương, tuần tra tại khu vực biển Caribe, và thêm một lượt phục vụ cùng Đệ Lục hạm đội tại Địa Trung Hải vào năm 1961.
Từ ngày 24 tháng 10 đến ngày 19 tháng 11, 1962, trong vai trò soái hạm của Lực lượng Đặc nhiệm 137, Mullinnix tham gia vào hoạt động "cô lập" Cuba trong vụ Khủng hoảng tên lửa Cuba. Trong hai năm tiếp theo, nó hoạt động tại vùng biển Caribe và Đại Tây Dương, và đã từng tham gia cuộc Tập trận Steel Pike I, cuộc thực hành huấn luyện đổ bộ quy mô lớn nhất từng được tổ chức kể từ Thế Chiến II, diễn ra vào tháng 10, 1964 tại ngoài khơi bờ biển Tây Ban Nha. Nó tiếp tục huấn luyện chống tàu ngầm dọc theo vùng bờ Đông, tham gia vào việc thu hồi tàu không gian Gemini 3 vào tháng 3, 1965 trong khuôn khổ Chương trình Gemini. Khi Cộng hòa Dominica rơi vào cuộc xung đột giữa các phe phái vào tháng 4, 1965, chiếc tàu khu trục nằm trong thành phần lực lượng được Tổng thống Lyndon Johnson phái đến Santo Domingo để trấn áp phe cách mạng thân tả.
Mullinnix tiếp tục có một lượt phục vụ cùng Đệ Lục hạm đội tại Địa Trung Hải kéo dài trong ba tháng, và sau đó được phái sang Viễn Đông để tham gia vào cuộc Chiến tranh Việt Nam. Từ ngày đến ngày 2 tháng 8 đến ngày 1 tháng 11, 1966, chiếc tàu khu trục được bố trí hoạt động ngoài khơi Nam Việt Nam, trải dài từ khu phi quân sự (DMZ) cho đến vùng cửa sông Sài Gòn, chủ yếu làm nhiệm vụ hỗ trợ hải pháo cho lực lượng trên bộ. Nó rời vịnh Subic, Philippines để quay trở về Hoa Kỳ qua lối Ấn Độ Dương và kênh đào Suez, về đến Norfolk vào ngày 17 tháng 12. Đến tháng 8, 1967, nó tham gia vào cuộc thử nghiệm tàu không gian trong khuôn khổ Chương trình Apollo.
Sau một lượt phục vụ cùng Đệ Lục hạm đội tại Địa Trung Hải từ tháng 4 đến tháng 11, 1970, Mullinnix được phái sang hoạt động tại Việt Nam lần sau cùng trong giai đoạn từ tháng 4 đến tháng 10, 1972. Con tàu có một chuyến đi sang khu vực Trung Đông từ tháng 2 đến tháng 8, 1974, tham gia Chiến dịch Blue Nose ngoài vòng Bắc Cực từ tháng 9 đến tháng 12, 1975; và có thêm các lượt hoạt động tại Địa Trung Hải cùng Đệ Lục hạm đội: từ tháng 1 đến tháng 5, 1976; từ tháng 7, 1978 đến tháng 1, 1979; từ tháng 1 đến tháng 6, 1980; và từ tháng 11, 1982 đến tháng 5, 1983.
Mullinnix được cho xuất biên chế vào ngày 11 tháng 8, 1983. Tên nó được cho rút khỏi danh sách Đăng bạ Hải quân vào ngày 26 tháng 7, 1990, và con tàu cuối cùng bị đánh chìm như một mục tiêu vào ngày 23 tháng 8, 1992.